# Josep Manuel López Martínez
Josep Manuel López Martínez (Barcelona, 24 d'abril de 1980) és un jugador d'escacs català, que té el títol de Gran Mestre des de 2007. És diplomat en estadística. Va començar a jugar, i es va formar, al Club Ateneu Colón el 1992. Després de passar per la Unió Gracienca d'Escacs, des de la temporada 2010 representa l'equip de la Societat Coral Colon de Sabadell.
A la llista d'Elo de la FIDE del desembre de 2021, hi tenia un Elo de 2520 punts, cosa que en feia el jugador número 18 (en actiu) de l'estat espanyol. El seu màxim Elo va ser de 2607 punts, a la llista del setembre de 2017.

## Títol i rànquing
López va obtenir el títol de Mestre Català d'Escacs (MC) amb 17 anys. El 1997 obtingué la seva primera norma de MI a l'obert internacional de Terrassa, la segona el 1998 al Campionat del Món Sub-18 a Armènia, i el 1999 la darrera i el títol de MI, al Campionat d'Europa juvenil.
Obtingué la primera norma de Gran Mestre l'any 2000 a Mataró, la segona a Badalona el 2005, i la tercera i definitiva el 2006 a l'Obert de Salou. Entre 2007 i 2009 va mantenir un elevat Elo per damunt de 2550 punts.

## Resultats destacats en competició

### Campionat de Catalunya Individual
El 2009 guanyà el Campionat de Catalunya d'escacs absolut superant el GM Jordi Magem. El 2013 fou subcampió de Catalunya, en perdre a la final contra el GM Orelvis Pérez Mitjans.

### Campionat d'Espanya Individual
Va ser Subcampió d'Espanya absolut el 2005 a Llorca i el 2007 a Ayamonte, els dos cops darrere el també GM català Miguel Illescas, i també ha estat Subcampió el 2009, a Palma darrere el GM Paco Vallejo. El setembre de 2014 participà en el campionat d'Espanya absolut, a Linares (Jaén), en el que fou el torneig d'aquest tipus més fort de la història, i hi empatà al segon lloc amb tres jugadors més (el campió fou Paco Vallejo).

### Altres competicions
Als 16 anys fou subcampió d'Espanya en categoria cadet. El 1997 quedà 3r al Campionat Juvenil d'Espanya derrotant a l'última ronda en Paco Vallejo. El 1998 quedà 2n al Campionat d'Espanya Sub-18. El 1999 fou Campió Universitari d'Espanya i Campió Juvenil d'Espanya. El 2000, a Mondariz, fou novament Campió d'Espanya de la categoria juvenil, i 5è al Campionat Absolut d'Espanya celebrat a Sevilla. El 2005, fou 2n a Badalona. Va formar part de l'equip d'Espanya al Campionat d'Europa per equips de Goteborg.
El 2006, empatà als llocs 2n–5è amb Slavko Cicak, Leonid Gofshtein i José González García al VIII Obert Internacional de Sants, a Barcelona. El mateix any participà en el Torneig Internacional Casino de Barcelona, on puntuà 3½/9 contra una forta oposició, acabant en 8è lloc de 10 (el torneig del guanyà Leinier Domínguez). El 2008 participà novament al Torneig Internacional Casino de Barcelona, on hi fou 7è (de 10) amb 4 punts sobre 9 (el campió fou Aleksei Dréiev).
El 2009 va ser el millor català seleccionable del VI Circuit Català. El desembre de 2012, fou tercer al "XIX Memorial David Garcia Ilundain", rere els GM Jaime Alexander Cuartas i Orelvis Pérez Mitjans
El desembre de 2015 fou 2-8è (setè al desempat) del Sunway Sitges amb 6½ punts de 9 (els campió fou Marc Narciso).
El desembre de 2016 fou 1r-4t (tercer en el desempat) del Festival Sunway Sitges amb 7 punts de 9, els mateixos punts que Ievgueni Romànov (campió), Romain Édouard i Gata Kamsky. També el 2016 va guanyar l'Obert Internacional Ciudad de Lorca. L'abril de 2017 fou segon a l'Obert de Donostia, empatat amb el campió, Marc Narciso.

### Competicions internacionals per equips
Josep Manuel López ha participat, representant Espanya, en tres Campionats d'Europa per equips entre els anys 2001 i 2009 (amb un total de 7 punts de 17 partides, un 41,2%). A les edicions entre 2001 i 2005 hi participà com a MI, i a partir de 2006 com a GM.
| Any  | Europeu                 | Ciutat   | Elo propi | Tauler | Partides | Guanyades | Taules | Perdudes | %     |
| ---- | ----------------------- | -------- | --------- | ------ | -------- | --------- | ------ | -------- | ----- |
| 2001 | XIII Europeu per equips | Lleó     | 2474      | 4t     | 6        | 2         | 2      | 2        | 50,0% |
| 2005 | XV Europeu per equips   | Goteborg | 2507      | 3r     | 6        | 2         | 0      | 4        | 33,3% |
| 2009 | XVII Europeu per equips | Novi Sad | 2570      | 4t     | 5        | 1         | 2      | 2        | 40,0% |

L'octubre de 2017 va participar amb la selecció espanyola al Campionat d'Europa d'escacs per equips, a Khersónissos, Creta, i hi va fer 3/7 punts al tercer tauler.